# Primer setge de Girona de 1808

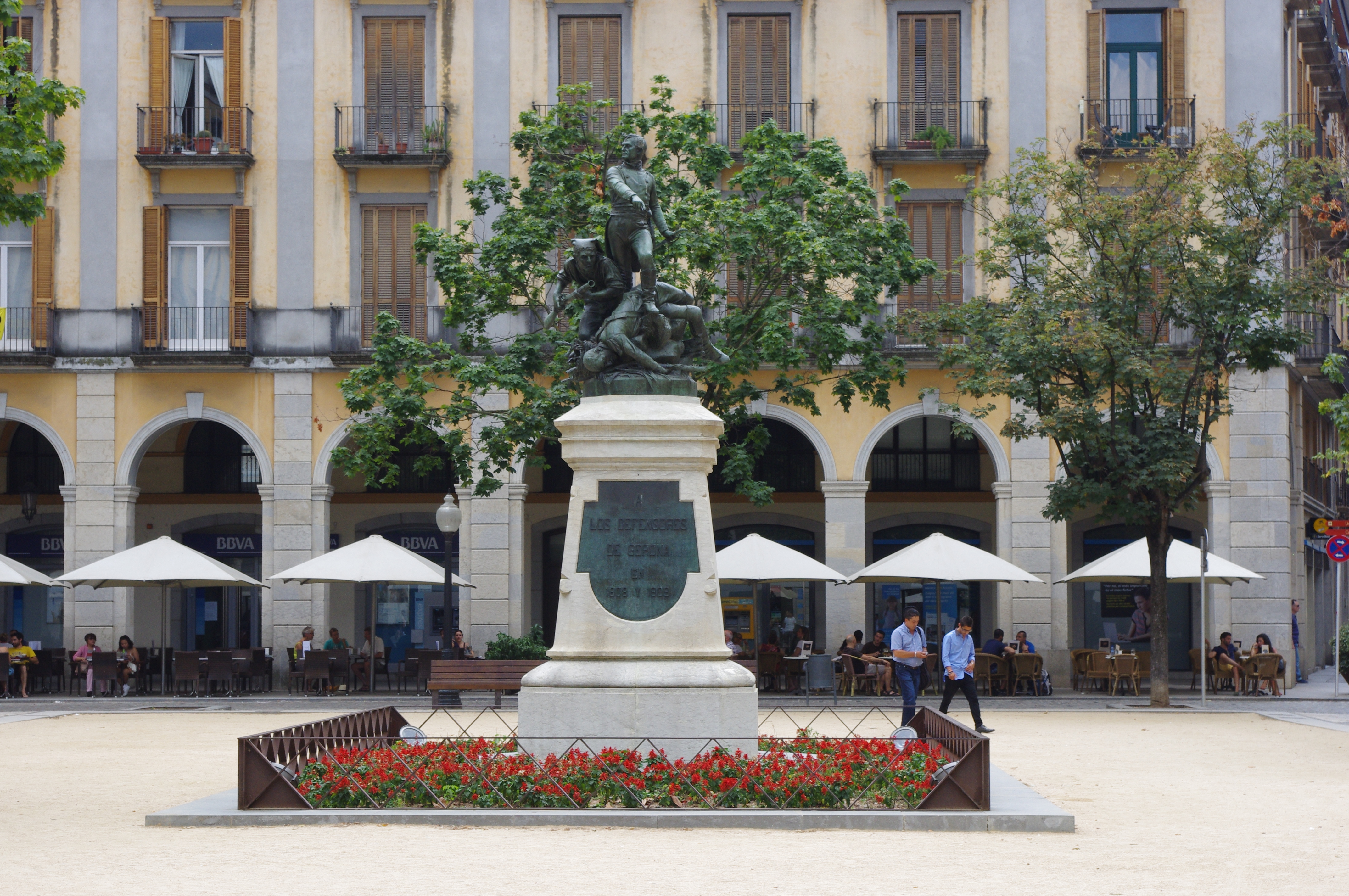
Monument als defensors del Girona durant el setges de 1808 i 1809.

El primer setge de Girona de 1808, tal com és conegut per la historiografia tradicional, fou el primer atac que sofrí la ciutat de Girona el 20 de juny de 1808 en el context la Guerra del Francès. Els defensors de la ciutat aconseguiren repel·lir l'atac dels aproximadament 6.000 francesos, comandats per Guillaume Philibert Duhesme, i la victòria s'atribuí al patró Sant Narcís, que fou nomenat Generalísimo de mar y tierra.

## Antecedents
Amb gran part d'Espanya en rebel·lió oberta, Napoleó Bonaparte va establir el comandament a Baiona per reorganitzar les seves forces i corregir la situació, creient que un desplegament ràpid de les forces acovardiria els insurgents i consolidaria ràpidament el seu control d'Espanya, i va enviar una sèrie de columnes que volien escanyar a la rebel·lió prenent i pacificant les principals ciutats d'Espanya: Des de Madrid Jean Baptiste Bessières va dirigir-se a Castella la Vella amb 25.000 homes i va enviar un destacament a l'Aragó, amb l'objectiu de capturar Santander i Saragossa; Jeannot de Moncey va marxar cap a València amb 29.350 homes i Guillaume Philibert Duhesme amb 12.710 tropes cap a Catalunya, per prendre Girona. Finalment, Pierre-Antoine Dupont conduiria 13.000 homes al sud cap a Sevilla i el port de Cadis, que resguardava la flota de François Rosilly de la Royal Navy.

## El setge
Aquest setge d'un dia de durada fou precipitat per l'atac d'un cos de tropes franceses de cavalleria i artilleria comandades per Guillaume Philibert Duhesme, compost per entre 5.000 i 8.000 homes segons la font. Duhesme pretenia conquerir la ciutat per sorpresa ja que tenia notícies que els seus habitants n'estaven preparant la resistència. Havent sortit de Barcelona el 12 de juny, el dia 20 arribaren per Fornells provinents de la costa del Maresme, i començà l'atac contra la plaça de Girona contra els baluards de la Mercè i de Sant Francesc. Tot i la seva duresa, l'embat fou refusat per les escasses forces defensores, compostes per 300 soldats del regiment Ultònia i uns 1.500 miquelets dividits en dos terços, sota el comandament de Joan Clarós i Francesc Milans del Bosch. Els de Duhesme no pogueren prendre una plaça en mal estat, envellida i amb poques defenses; el comandant envià llavors un emissari a Girona per proposar-ne la rendició, i aquest fou empresonat.
Duhesme perpetrà a continuació un atac nocturn. Simulà primer un atac contra el baluard de Sant Francesc i al pont sobre el riu Onyar i, en trobar-se aquesta lluita en el moment àlgid, llançà un atac contra el baluard de Santa Clara. Aquest atac fou especialment sagnant, ja que els francesos aconseguiren endinsar-se a la fortificació, en aquell indret protegida per 50 paisans, una secció del regiment Ultònia i alguns artillers. La defensa fou ajudada per un altre contingent del regiment Ultònia i un altre grup de paisans armats comandats per Julián de Bolívar, els quals expulsaren els francesos en retirada.
Finalment doncs, mlgrat la força numèrica francesa, Duhesme fou derrotat i hagué de retirar-se cap a Barcelona amb uns 300 morts i 32 carros de ferits. Per la banda gironina, solament hi hagué set morts i 27 ferits.
La ràpida victòria dels defensors de Girona causà una eufòria col·lectiva del poble de Girona que desembocà en una fervor religiosa considerable. A la fi, es presentà la victòria com una protecció directa del patró de la ciutat, Sant Narcís. És per això que el 3 de juliol de 1808 en una solemne cerimònia a l'església de Sant Feliu la Major es nomenà Sant Narcís Generalísimo de mar y tierra amb una gran pompa presidida per les autoritats civils, militars i eclesiàstiques de la ciutat.

## Conseqüències
El Segon setge de Girona de 1808 fou realitzat per les tropes imperials de Guillaume Philibert Duhesme i fou alçat pel brigadier Raimon Caldagués, i no fou presa fins al 1809.